# Термінал ЗПГ Пйомбіно
Термінал ЗПГ Пйомбіно –  інфраструктурний об’єкт для імпорту зрідженого природного газу (ЗПГ), який створили на західному узбережжі Італії.
З початком повномасштабного російського вторгнення до України в лютому 2022 року Італія приєдналась до рішення щодо відмови від російських енергоносіїв, що в царині природного газу неможливо було зробити без його отримання у зрідженому вигляді. Як наслідок, газотранспортна компанія SNAM вирішила створити щонайменше два нові термінали, при цьому прийняли рішення на користь плавучих установок зі зберігання та регазифікації (FSRU), що потребувало набагато менше часу на створення у порівнянні із стаціонарним об’єктом.
Один з терміналів вирішили розмістити на західному узбережжі в порту Пйомбіно, який мав необхідну портову інфраструктуру для розміщення у FSRU і прийому ЗПГ-танкерів. Крім того, Пйомбіно вже був під’єднаний до газотранспортної системи країни потужним трубопроводом з діаметром 1200 мм, який спорудили з огляду на проект GALSI. Останній мав постачати блакитне паливо з Алжиру через Сардинію із виходом на материк саме у Пйомбіно, проте станом на першу половину 2020-х так і не був реалізований.
В березні 2023-го до Пйомбіно прибула плавуча установка «Golar Tundra», що була раніше викуплена SNAM та пройшла певне переобладнання в Сінгапурі на верфі Keppel. Установка, яка зайняла місце біля східного причалу північного доку, має резервуари для зберігання ЗПГ ємністю 170000 м3 та добову потужність з регазифікації у 20,5 млн м3. В травні 2023-го ЗПГ-танкер «Maran Gas Kalymnos» доставив до Пйомбіно з єгипетського заводу зі зрідження в Дум’яті вантаж ЗПГ, необхідний для проведення пусконалагоджувальних робіт.
Для видачі регазифікованої продукції до зазначеного вище газопроводу проклали перемичку завдовжки 8,6 км. Перші 2,5 км траси виконані в діаметрі 1200 мм, після чого відбувається перехід на дві нитки з діаметрами по 650 мм. На ділянці між хвилеламом гавані та виходом на суходол газопровід проходить під дном моря у тунелі завдовжки 1300 метрів, який спорудили методом спрямованого горизонтального буріння. Таким же методом створили два переходи завдовжки по 582 метра (для ниток діаметром 650 мм) під річкою Корнія.
Проект терміналу зустрів спротив місцевої влади, що бажала отримати різноманітні компенсації та інвестиції загальним обсягом 600 млн євро за розміщення об’єкту, який ніби-то загрожує довкіллю та заважає декарбонізації енергетики. Як наслідок, первісно анонсовано перебування «Golar Tundra» у Пйомбіно протягом 3 років, після чого установку мають перевести до розташованої у відкритому морі спеціальної швартовочної платформи.